# Мекушци
Мекушци (Mollusca) су водене, ређе копнене животиње, са меким [лат. mollis = мекан] телом и љуштуром која га штити. Свака класа мекушаца има посебан план грађе, али све класе имају заједничке следеће особине:
- билатерално су симетрични организми;
- тело им се састоји од: главе, утробне кесе, плашта, стопала и љуштуре;
- нервни систем је ганглионеран;
- крвни систем је отвореног типа;
- целом је слабо развијен и налази се само око срца и полних жлезда;
- екскреција се врши метанефридијама, које крајње производе метаболизма из целома одводе у плаштану дупљу;
- дишу помоћу шкрга [шкржни филаменти са трепљама], плућа или целом површином тела.

Мекушци су раздео животиња с великим бројем врста и облика из групе бескичмењака које се дели на девет класа, од којих је осам постојећих и један изумрли разред. Тело им је меко, несегментисано. На темељу савремених истраживања ДНК, данас се мекушци и неке друге групе животиња сврставају у натколено Lophotrochozoa. Данас на земљи живи око 50.000 врста мекушаца, а у фосилном облику познати су још из раздобља прекамбријума. Наука која се бави мекушцима зове се малакологија (или малакозоологија).
Осим поларних регија и планина, мекушци настањују сва подручја на земљи. Већина живи у морима, готово све групе живе маритимно. Неке врсте шкољкаша могу се наћи и у слаткој води, а мањим делом чак и у влажној земљи (Pisidium spec.). Но највећа група мекушаца, пужеви, насељавају сва остала подручја.
Шкољкаши су искључиво водени мекушци. Обухватају око 15.000 врста, од којих већина живи у мору. Тело је оклопљено са две љуштуре (десном и левом). Немају главу и слабо су покретљиви. Могу бити велики од неколико mm до 1 m. Најпознатије слатководне врсте су барска и речна, а од морских: каменице, дагње, бисерне шкољке итд. Значајне су групе мекушаца те се користе у људској исхрани.
Пужеви су мекушци којих има их око 85.000 врста. Они имају чврсту кречњачку љуштуру. Сви копнени пужеви су хермафродити. Неке слатководне врсте коте живе младе. Користе се у људској исхрани. Пужеви голаћи наносе штету пољопривреди, а двобочна симетрија је знатно измјењена. Самооплодња је присутна само код неких пужева голаћа.
Главоношци су искључиво морски мекушци, тело им је симетрично, разликују се глава и труп а стопало је редуцирано. Глава је јасно одвојена од трупа. Напред се налазе уста. Према броју пипака подељени су на осмокраке (са 8 једнаких пипака) и десетокраке (са 8 једнаких и 2 велика крака). Веома су покретљиве животиње. У морима живи око 700 врста а најпознатије су сипе, хоботнице и лигње од којих неке нарасту и до 20 m укупне дужине. Главоношци имају истакнут економски значај.
Хитони су мала група морских мекушаца који се одликују неким од најпримитивнијих особина мекушаца. Углавном су распрострањени у топлим морима. Међу њима је најпознатији обични хитон. Немају економског значаја.

## Етимологија
Речи mollusc и mollusk су изведене из француске речи mollusque, која потиче од латинске molluscus, од mollis, мекан. Сама реч Molluscus је била адаптација Аристотелове τα μαλακά (ta malaká), „мекане ствари“, коју је он користио за сипе. Научно изучавање мекушаца се стога назива молакологијом.
Име Molluscoida је раније кориштено за означавање поделе животињског царства која је садржала шкољке светиљке, морске маховине, и плашташе, чланове три групе за које се сматрало да донекле подсећају на мекушце. Данас је познато да те групе нису сродне мекушцима, и да су веома мало међусобно сродне, те је име Molluscoida напуштено.

## Дефиниција
Најуниверзалнија својство телесне структуре мекушаца је мантија са знатним отвором који се користи за дисање и излучивање, и организација нервног система. Многи имају кречњачке шкољке.
Мекушци су развили веома велики број различитих телесних структура да је тешко да се нађу синапоморфи (дефинишуће карактеристике) који важе за све модерне групе. Најопштија карактеристика мекушаца је да су они несегментирани и билатерално симетрични. Следеће је присутно код свих моерних мекушаца:
- Лежни део телесног зида је мантија (или pallium) који излучују кречњачке спикуле, плоча или шкољка. Њом се обавија тело оставњајући довољно слободног простора.
- Отвори ануса и гениталија су у мантионој шупљини.
- Постоје два пара главних нервних нити.[9]

Остале карактеристике које се обично појављују у уџбеницима имају значајне изузетке:
|                                                         | Присуство карактеристика по класама мекушаца |        |        |                                                            |                                         |        |                                       |
| Карактеристике мекушаца                                 | [ 10 ]                                       | [ 11 ] | [ 12 ] | [ 13 ]                                                     | [ 14 ]                                  | [ 15 ] | [ 16 ]                                |
| Радула, назубљену хитинозну структуру у устима          | Одсутна код 20% Neomeniomorpha                             | Да     | Да     | Да                                                         | Да                                      | Не     | Интерна, не може проширити изван тела |
| Широко, мишићаво стопало                                | Редуковано или одсутно                       | Да     | Да     | Да                                                         | Модификовано у руке                     | Да     | Мало, само на фронталном крају        |
| Леђна концентрација унутрашњих органа (висцерална маса) | Није очевидно                                | Да     | Да     | Да                                                         | Да                                      | Да     | Да                                    |
| Велико дигестивно слепо црево                           | Није присутно код неких Aplacophora                     | Да     | Да     | Да                                                         | Да                                      | Да     | Не                                    |
| Велики комплексни нефридијум („бубрези“)                | Ни један                                     | Да     | Да     | Да                                                         | Да                                      | Да     | Мали, једноставан                     |
| Један или више вентила / шкољке                         | Примитивне форме, да; модерне форме, не      | Да     | Да     | Пужеви, да; пужеви голаћи, углавном да (интерни закржљали) | Октопуси, не; сипа, наутилус, лигње, да | Да     | Да                                    |
| Одонтофора                                              | Да                                           | Да     | Да     | Да                                                         | Да                                      | Не     | Да                                    |

## Разноврсност
Процене броја описаних живућих врста мекушаца варирају од 50.000 до максимално 120.000 врста. Године 1969. Дејвид Никол је проценио да је вероватни тотални број живућих мекушаца око 107.000 од којих су око 12.000 слатководни гастроподи и 35.000 копнени. Шкољке би сачињавале око 14% тог тотала, а других пет класа мање од 2% живућих мекушаца. Године 2009. Чапман је проценио да је број описаних живих врста око 85.000. Haszprunar је 2001. проценио да има око 93.000 именованих врста, што обухвата 23% свих именованих морских организама. Мекушци су други једино у односу на зглавкаре по броју живих животињских врста — далеко иза зглавкарских 1.113.000, мада знато испред хордата са 52.000. По неким проценама тотални број живих врста је око 200.000, као и 70.000 фосилних врста, мада тотални број врста мекушаца које су икад постојале, независно од тока да ли су презервиране, мора бити много пута већи од броја живих врста.
Мекушци имају разноврсније облике од било којег другог животињског раздела. Они обухватају пужеве, пужеве голаће и друге гастроподе; многе врсте шкољки; лигње и друге главоношце; и низ других мање познатих мада особиних подгрупа. Већина врста живи у океанима, од морских обала до абисалне зоне, док су неке форме знатан део слатководне фауне и копнених екосистема. Мекушци су екстремно разноврсни у тропским и умереним регионима, иако се могу наћи на свим латитудама. Око 80% свих познатих врста мекушаца су гастроподи. Главоношци као што су лигње, сипе, и октопуси су међу неуролошки најнапреднијим бескичмењацима. Гигантска лигња, која донедавно није проучавана жива у свом одраслом облику, је један од највећих бескичмењака, мада је недавно ухваћени примерак колосалне лигње, 10 m дугачак и тежак 500 kg, вероватно већи.
Слатководни и копнени мекушци су изузетно подложни изумирању. Процењује се да број ових мекушаца знатно варира, делом зато што многе регије нису биле детаљно испитане. Постоји и недостатак стручњака који могу да идентификују све животиње на било којем подручју према врстама. Године 2004, Црвена листа IUCN угрожених врста је обухватала скоро 2.000 угрожених немаринских мекушаца. У контрасту с тим, већина врста мекушаца је морска, а само се 41 од њих се појавила на црвеној листи те године. Око 42% од забележених изумирања од 1500. године су мекушци, и они су скоро у потпуности немаринске врсте.

## Морфологија мекушаца
Глава је више или мање јасно одвојена од тела и на њој се налазе чула (пар тентакула – пипака са оцелама – простим очима) и усни отвор. У усном отвору је радула (треница), која је грађена од зубића за уситњавање хране. Иза усног отвора је ждрело, које се даље наставља на једњак, средње црево у које се улива пар жлезда – јетра. Од средњег црева наставља се задње црево, које се аналним отвором излива у плаштану дупљу. Црево је смештено у утробној кеси која се налази на леђној, задњој страни тела. Плашт је кожни набор који обавија утробну кесу и затвара плаштану дупљу. У тој дупљи су шкрге, анални отвор и отвори метанефридија и полних одвода. На трбушној страни тела налази се стопало које служи за кретање. Плашт лучи љуштуру која потпуно или делимично препокрива тело. Сви ови делови тела могу да код различитих класа мекушаца буду измењени, а неки могу и да недостају.
Крвни систем ја отворен што значи да се крв излива у шупљине и лакуне око органа, односно да не постоји капиларна размена материја. Крв (хемолимфа) из шкрга доспева у преткоморе срца, а из њих у комору. Из коморе полази аорта која крв разноси до шупљина и лакуна око органа и ткива, одакле се артеријама доводи поново у шкрге. Тако кроз срце пролази само оксигенисана крв.
Нервни систем је ганглионаран, чини га неколико пари ганглија: главене, стопаоне, бочне (налазе се бочно од црева) и утробне. Све ганглије су међусобно повезане и од њих полазе нерви за све органе.
Респирацију обављају шкргама (ктенидијама) које се налазе у плаштаној дупљи. Вода улази у плаштану дупљу захваљујући раду трепљи на шкржним филаментима, а по обављеној размени гасова излази кроз излазни сифон у спољашњу средину. Копнени мекушци дишу преко унутрашње површине плаштане дупље која садржи мрежу крвних судова.
Полне жлезде смештене су у утробној кеси у целому, са одводима до плаштане дупље. Код неких представника мекушаца заступљен је хермафродитизам.

## Класификација мекушаца
У оквиру типа мекушаца срећемо се са врло познатим и честим облицима који су данас сврстани у класе:

### Класа
Подкласа 
Породица 
Породица 
Породица 
Подкласа 
Ред 
Породица 
Породица 
Породица 
Породица 
Породица 
Породица 
Породица 
Породица 
Породица 
Породица 
Породица 
Ред 
Породица 
Породица 
Род 
Род 
Ред 
Породица 
Породица 
Породица 
Породица 
Породица 
Породица 
Ред 
Породица 
Породица 
Породица 

### Б класа
Надред 
Подкласа 
Ред 
Надпородица 
Надпородица 
Породица 
Надпородица 
Породица 
Надпородица 
Породица 
Породица 
Породица 
Породица 
Надпородица 
Породица 
Породица 
Ред 
Надпородица 
Породица 
Породица 
Надпородица 
Породица 
Породица 
Надпородица 
Породица 
Надпородица 
Породица 
Породица 
Надпородица 
Породица 
Надпородица 
Породица 
Породица 
Надпородица 
Породица 
Надпородица 
Породица 
Породица 
Породица 
Надпородица 
Породица 
Надпородица 
Породица 
Породица 
Породица 
Надпородица 
Породица 
Породица 
Породица 
Надпородица 
Породица 
Породица 
Породица 
Породица 
Породица 
Породица 
Надпородица 
Породица 
Породица 
Породица 
Породица 
Надпородица 
Породица 
Породица 
Надпородица 
Породица 
Породица 
Породица 
Породица 
Породица 
Породица 
Подкласа 
Ред 
Породица 
Ред 
Породица 
Породица 
Породица 
Породица 
Ред 
Породица 
Породица 
Породица 
Породица 
Породица 
Породица 
Породица 
Породица 
Породица 
Породица 
Породица 
Породица 
Подкласа 
Ред 
Породица 
Породица 
Породица 
Породица 
Породица 
Породица 
Породица 
Породица 
Породица 
Породица 
Ред 
Породица 
Породица 
Подкласа 
Ред 
Породица 
Породица 
Породица 
Породица 
Породица 
Породица 
Породица 
Ред 
Породица 
Ред 
Породица 
Ред 
Породица 
Породица 
Породица 
Породица 
Породица 
Породица 
Породица 
Породица 
Породица 
Породица 
Ред 
Породица 
Породица 
Породица 
Породица 
Породица 

### Ц класа
Ред 
Породица 
Породица 
Ред 
Породица 
Породица 
Ред 
Породица 
Ред 
Подред 
Породица 
Подред 
Породица 
Породица 
Породица 
Породица 
Породица 
Породица 
Породица 
Породица 
Породица 
Породица 
Породица 
Породица 
Породица 
Породица 
Породица 
Породица 
Породица 
Породица 
Породица 
Породица 
Rod 
Породица 
Породица 
Породица 
Породица 
Породица 
Ред 
Подред 
Породица 
Породица 
Породица 
Подред 
Породица 
Породица 
Породица 
Породица 
Породица 
Породица 
Породица 
Породица 
Породица 
Ред 
Породица 
Подкласа 
Ред 
Породица 

### Д разред
Подкласа Opisthobranchia (opisthobranchs)
Ред 
Породица 
Породица 
Породица 
Надпородица 
Породица Philinoglossidae
Ред 
Породица 
Породица 
Породица 
Ред 
Породица 
Породица 
Породица 
Породица 
Породица 
Породица 
Породица 
Породица 
Породица 
Породица 
Породица 
Породица 
Породица 
Породица 
Породица 
Ред 
Породица 
Породица 
Породица 
Породица 
Породица 
Породица 
Породица 
Породица 
Ред 
Породица 
Породица 
Породица 
Ред  (nudibranchs)
Породица 
Породица 
Породица 
Породица 
Породица 
Породица 
Породица 
Породица 
Породица 
Породица 
Породица 
Породица 
Породица 
Породица 
Породица 
Породица 
Подред 
Надпородица 
Породица 
Породица 
Породица 
Надпородица 
Породица 
Породица 
Породица 
Подред 
Надпородица 
Породица 
Породица 
Породица 
Надпородица 
Породица 
Породица 
Породица 
Надпородица 
Породица 
Породица 
Породица 
Породица 
Породица 
Породица 
Породица 
Породица 
Породица 
Породица 
Породица 
Породица 
Породица 
Породица 
Подред 
Породица 
Породица 
Породица 
Породица 
Породица 
Ред 
Породица 
Породица 
Породица 
Породица 
Породица 
Породица 
Породица 
Породица 
Породица 
Породица 
Породица 
Ред 
Породица 
Ред 
Породица 
Породица 
Породица 
Породица 
Породица 
Подкласа 
Ред 
Породица 
Породица 
Ред 
Породица 
Породица 
Породица 
Породица 
Породица 
Породица 
Породица 
Породица 
Породица 
Породица 
Породица 
Породица 
Породица 
Породица 
Ред 
Породица 
Породица 
Породица 
Породица 
Породица 
Породица 
Породица 
Породица 
Породица 
Породица 
Породица 
Породица 
Породица 
Породица 
Подред 
Породица 
Породица 
Породица 
Породица 
Породица 
Породица 
Подред 
Породица 
Породица 
Породица 
Породица 
Породица 
Породица 
Породица 
Породица 
Подред 
Породица 
Породица 
Породица 
Породица 
Породица 
Породица 
Породица 
Породица 
Породица 
Породица 
Породица 
Породица 
Породица 
Породица 
Породица 
Надред 
Инфраред Aulacopoda
Породица 
Породица 
Породица 
Породица 
Породица 
Породица 
Породица 
Породица 
Породица 
Породица 
Infraorder 
Породица 
Породица 
Infraorder 
Породица 
Породица 
Породица 
Породица 
Породица 
Породица 
Породица 
Ред 
Породица 
Породица 
Ред 
Породица 
Породица 
Породица 
Породица 
Породица 
Породица 
Породица 
Породица 
Породица 
Породица 
Ред 
Породица 
Породица 
Породица 
Породица 
Породица 
Породица 
Породица 
Породица 
Породица 
Породица 
Породица 
Породица 
Породица 
Породица 
Породица 
Породица 
Породица 
Породица 
Породица 
Породица 
Породица 
Породица 
Породица 
Породица 
Породица 
Породица 
Породица 
Породица 
Породица 
Породица 
Породица 
Породица 
Породица 
Породица 
Породица 
Породица 
Породица 
Породица 
Породица 
Породица 
Породица 
Породица 
Породица 
Породица 
Породица 
Породица 
Породица 
Породица 
Породица 
Породица 
Породица 
Ред 
Породица 
Породица 
Породица 
Подкласа 
Ред 
Породица 
Породица 
Породица 
Породица 
Породица 
Породица 
Породица 
Породица 
Породица 
Породица 
Надпородица 
Породица 
Породица 
Породица 
Породица 
Породица 
Породица 
Породица 
Породица 
Породица 
Породица 
Породица 
Надпородица 
Породица 
Породица 
Породица 
Породица 
Породица 
Породица 
Породица 
Породица 
Породица 
Породица 
Породица 
Породица 
Породица 
Породица 
Породица 
Породица 
Породица 
Надпородица 
Ред 
Породица 
Породица 
Породица 
Породица 
Породица 
Породица 
Породица 
Породица 
Породица 
Породица 
Породица 
Породица 
Породица 
Породица 
Породица 
Породица 
Породица 
Породица 
Ред 
Породица 
Породица 
Породица 
Породица 
Подред 
Породица 
Породица 
Породица 
Породица 
Породица 
Породица 
Породица 
Ред 
Породица 
Породица 
Надпородица 
Породица 
Породица 
Надпородица 
Породица 
Породица 
Надпородица 
Породица 
Породица 
Надпородица 
Породица 
Надпородица 
Породица 
Породица 
Породица 
Породица 
Породица 
Породица 
Надпородица 
Породица 
Породица 
Надпородица 
Породица 
Надпородица 
Породица 
Породица 
Породица 
Надпородица 
Породица 
Породица 
Породица 
Надпородица 
Породица 
Породица 
Породица 
Породица 
Надпородица 
Породица 
Породица 
Надпородица 
Породица 
Породица 
Породица 
Породица 
Породица 
Породица 
Породица 
Породица 
Ред 
Породица 
Породица 
Породица 
Ред 
Ред 
Породица 
Породица 
Породица 
Ред 
Породица 

### Е
Ред 
Породица 
Надпородица 
Породица 
Породица 

### Ф класа
Ред  (chitons)
Подред 
Породица 
Породица 
Подред 
Породица 
Подред 
Породица 
Породица 
Породица 
Породица 
Подред 
Породица 
Породица 

### Г класа
Ред 
Породица 
Породица 
Породица 
Породица 
Породица 
Породица 
Породица 
Ред 
Породица 
Породица 
Породица 
Породица 